# Шерман, Исай Эзрович
Исай Эзрович Шерман (29 мая [11 июня] 1908, Киев — 13 июня 1972, Ленинград) — советский дирижёр, концертмейстер, музыкальный педагог, заслуженный артист РСФСР (1940). Народный артист Карельской АССР (1959).

## Биография
В 1931 г. окончил Ленинградскую консерваторию (педагоги Н. А. Малько, С. А. Самосуд и А. В. Гаук).
С 1930 г. — дирижёр Малого оперного театра в г. Ленинграде.
Участвовал в подготовке первой советской оперы «Фронт и тыл» А. П. Гладковского.
В 1931 г. — поставил оперу «Сорочинская ярмарка».
В 1934—1937 гг. — руководил оперным классом Центрального музыкального техникума в Ленинграде.
В 1938—1950 гг. — руководил дирижёрским классом Ленинградской консерватории.
В 1939 г. — дирижёр в театре оперы и балета имени Кирова.
Осуществил постановку балетов «Лауренсия» А. Крейна (1939) и «Ромео и Джульетта» С. Прокофьева (1940).
В 1940—1941 гг.- музыкальный руководитель и главный дирижёр Оперной студии Ленинградской консерватории.
Член ВКП(б) с 1943 года.
В 1945 г. — в Малом оперном театре г. Ленинграда.
В 1946 г. руководил оперной студией во Дворце культуры в Ленинграде.
С 1951 г. — главный дирижёр театра оперы и балета в Казани. Принимал участие в постановке опер Н. Г. Жиганова «Честь» (1953) и «Дорога победы» (1954).
С 1956 г. — главный дирижёр театра оперы и балета в Горьком.
С 1958 г. — главный музыкальный руководитель и дирижёр Декады Карельского искусства в Москве.
С апреля 1959 г. — главный дирижёр музыкально-драматического театра в Петрозаводске. Дирижировал постановками балета «Сампо» Г. Синисало (1959) и оперы «Кумоха» Р. Пергамента (1959).
С 1938 по 1972 гг. преподавал в Ленинградской, Казанской и Горьковской консерваториях, профессор (1963).
Ученики — Ю. Гамалей, Берг, О. Лундстрем, А. Монасыпов, М. Эрмлер.
С 1960 г. — главный дирижёр Татарского театра оперы и балета.

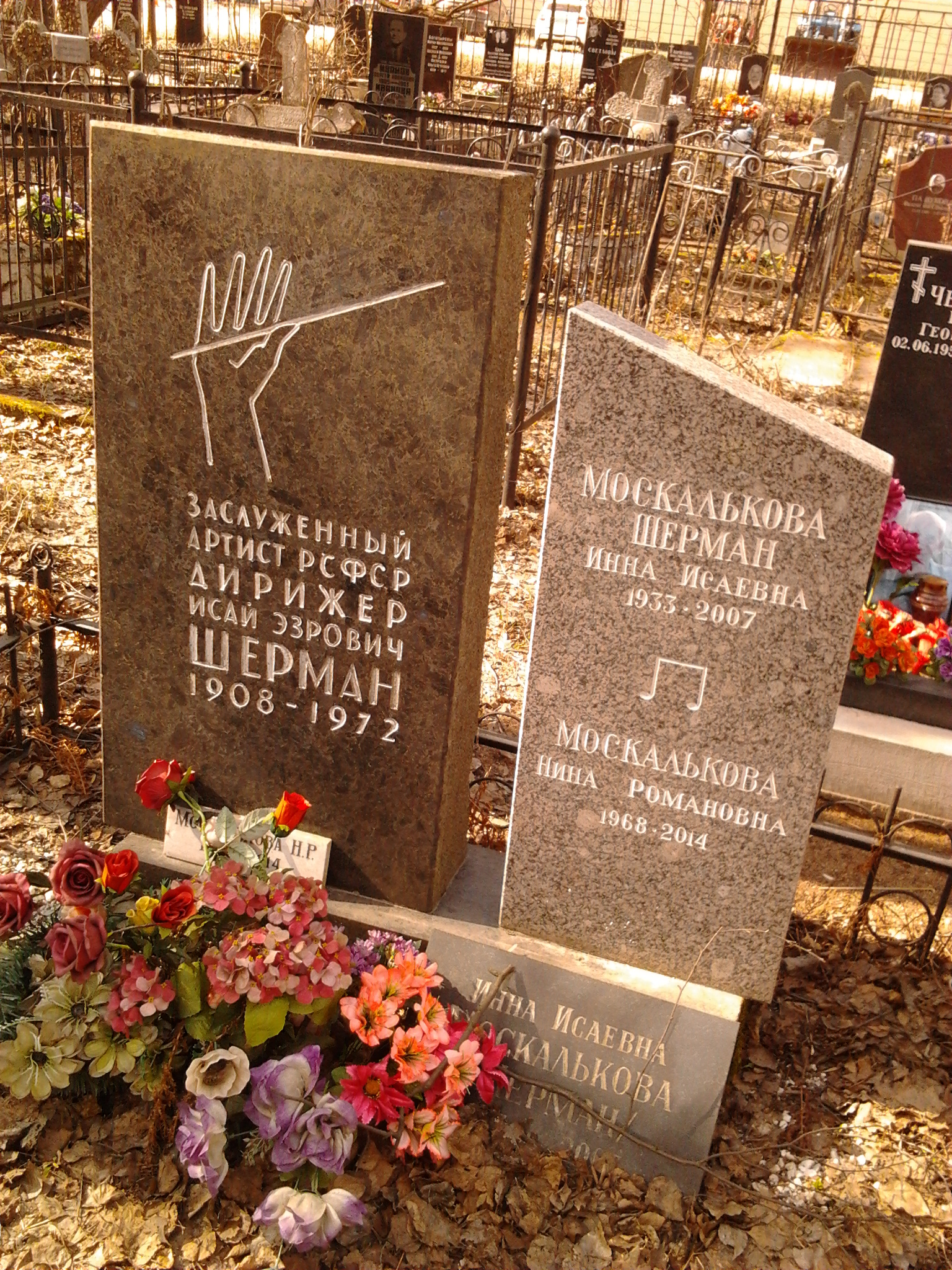
Могила И. Э. Шермана на Серафимовском кладбище Санкт-Петербурга.

Умер в 1972 г., похоронен на Серафимовском кладбище в Ленинграде.

## Награды
- Народный артист Карельской АССР (1959).
- Заслуженный артист РСФСР (1940).